# Jean Negulesco
Jean Negulesco (născut Ioan Negulescu), n. 13 martie 1900, Craiova, România – d. 18 iulie 1993, Marbella, Andaluzia, Spania) a fost un pictor, regizor de film, scenarist și producător de film originar din România.
Talentul pentru artă se arată timpuriu, când tânărul Jean Negulescu, cercetaș voluntar în rândurile Crucii Roșii în timpul Primului Război Mondial, schițează un portret al lui George Enescu.  Jean Negulescu se hotărăște să devină pictor atunci când maestrul George Enescu, căruia i-a plăcut desenul, îl cumpără cu un preț ridicat. Cu toate că începuse să ia lecții de pictură la București, tatăl său îl trimite la Paris să studieze economia și artele.

## Paris
Pentru o vreme frecventează cursurile "Academiei Julian", neglijând însă total științele economice, și, în consecință, nu mai primește bani de acasă. Pentru a-și asigura existența în capitala Franței, muncește seara în restaurante, spălând vasele, în timp ce ziua, copiază operele marilor maeștri în muzee, cópii pe care le vinde ieftin. În acest timp se împrietenește cu unii din artiștii avangardei pariziene precum Brâncuși, Modigliani, Pascin, Soutine și alții.
De asemenea, frecventează cercul dadaiștilor în frunte cu Tristan Tzara, și el originar din România, care exercită o puternică influență asupra picturii sale. În mijlocul anilor douăzeci, se mută în sudul Franței, unde zugrăvește peisajele Rivierei.

## Statele Unite
În 1927 se căsătorește cu o tânără americană și se mută la New York, unde își organizează o expoziție cu picturile sale. În 1929 divorțează și se stabilește în California. Este un moment hotărâtor în viața sa, căci acum se lansează la Hollywood în lumea filmului, începe să semneze: Negulesco. Scrie scenarii și este asistent de regie la filmele "Captain Blood" și "A Farewell To Arms", acesta din urmă după romanul "Adio arme" al lui Ernest Hemingway. Felul său de a lucra l-a impresionat pe Benjamin Glaser, care-l angajează la studiourile "Paramount Pictures" pentru trei ani, întâi ca scenarist colaborator, apoi ca director adjunct și în sfârșit ca regizor. Regizează primul film de lung metraj, "Singapore Woman" ("Femeia din Singapore") pentru studiourile "Warner Brothers" în 1941, dar abia trei ani mai târziu, în 1944, înregistrează un succes remarcabil cu filmul "The Mask of Dimitrios" ("Masca lui Dimitrios"), bazat pe subiectul unui roman de Eric Ambler.

În 1948, filmul "Johnny Belinda" are un succes extraordinar, interpreta principală, Jane Wyman primind premiul Oscar ca cea mai bună actriță. Urmează drama "Three Came Home" ("Trei se întorc acasă", 1950) bazat pe un fapt real din timpul războiului, cu Claudette Colbert, comedia "How to Marry a Millionaire" (Cum să te căsătorești cu un milionar) cu Marilyn Monroe, primul film pe ecran lat (Cinemascop), apoi în același sistem de ecran lat filmul "Daddy Long Legs" (1954) cu Fred Astaire. Jean Negulesco intră în studiourile "20th Century-Fox", unde continuă să lucreze până în anul 1970, când realizează ultimele sale filme, "Hello Good-bye" și "The Invincible Six" ("Cei șase invincibili").

## Distincții, onoruri
Jean Negulesco a fost membru al "Academy of Motion Picture" și a fost distins cu "Silver Tray" de către "International Executive Service Corporation" și cu "The Laurel Award" pentru întreaga sa producție regizorală. A fost membru de onoare  în "American-Romanian Academy of Arts and Sciences" și în anul 1983 i s-a decernat Diploma de Onoare a Academiei. În 1984 și-a publicat memoriile sub titlul "Things I Did and Things I Think I Did" ("Lucruri pe care le-am făcut și lucruri pe care cred că le-am făcut"). Jean Negulesco a murit în urma unui atac cardiac la 18 iulie 1993 în Marbella (Spania).

## Filmografie
- 1941 Femeia din Sigspore (Singapore Woman)
- 1944 Masca lui Dimitrios (The Mask of Dimitrios)
- 1944 The Conspirators (Conspiratorii)
- 1946 Trei străini (Three Strangers)
- 1946 Nobody Lives Forever
- 1946 Humoresque
- 1947 Deep Valley
- 1948 Road House
- 1948 Johnny Belinda
- 1949 The Forbidden Street / Britannia Mews
- 1950 Under My Skin
- 1950 S-a întâmplat la Sandakan (Three Came Home)
- 1951 Take Care of My Little Girl
- 1951 The Mudlark
- 1952 Lydia Bailey
- 1952 Lure of the Wilderness
- 1952 Telefon de la un străin (Phone Call from a Stranger)
- 1953 Scandal at Scourie
- 1953 Titanic
- 1953 Cum să te căsătorești cu un milionar (How to Marry a Millionaire)
- 1954 Trei bănuți în fântână (Three Coins in the Fountain)
- 1954 Woman's World
- 1954 Fluviul fără întoarcere (River of No Return), regia împreună cu Otto Preminger
- 1955 Ploile din Ranchipur (The Rains of Ranchipur)
- 1955 Tăticu', picioare lungi (Daddy Long Legs)
- 1956 The Dark Wave (Valul întunecat)
- 1957 Băiatul pe delfin (Boy on a Dolphin)
- 1958 Un anume zâmbet (A Certain Smile)
- 1958 Darul dragostei (The Gift of Love)
- 1959 Binecuvântarea (Count Your Blessings)
- 1959 The Best of Everything
- 1962 Jessica
- 1964 Căutătorii de plăceri (The Pleasure Seekers)
- 1970 Hello-Goodbye
- 1970 Cei șase invincibili (The Invincible Six)